# من يطفئ النار (فلم)
من يطفئ النار فيلم مصري صدر عام 1982.

## قصة الفيلم
رمضان السعيد (فريد شوقى)موسيقار فنان كبير، متزوج من صفية (مديحه يسرى) وله إبنان صغيران عادل وسهام، يتعرف على مطربة ناشئة، نصبت شباكها من حوله، فقد كانت تريد حمارا يوصلها لآخر الطريق، وقام هو بدور الحمار، وحملها على أكتافه بعد ان احبها، وهجر أولاده وزوجته من أجلها، حتى رآها يوما في أحضان حمار آخر فخنقها، ودخل السجن 15 سنه، وانفصلت عنه زوجته وتزوجت من الاستاذ شاكر (احمد خميس)، الذي ربى له أولاده، ليتخرج عادل (عثمان سليم) طبيبا، وتلتحق سهام بمعهد الموسيقى، وينهى رمضان فترة السجن، ويخرج محطما وقد فقد كل شيء، فيفضل حياة العزلة، وإتخذ اسم حنفى، وعاقر الخمر، وواصل عمله الموسيقى، ليصدر ألحانه بأسماء آخرين، يدفعون المقابل زجاجات من الخمر، وعاش على الهامش مع المطرب صلاح (نجاح الموجى)، الذي يغنى في الملاهى الليلية، من أجل المال. حسن سالم (وليد توفيق) شاب لبنانى، يهوى الغناء، ويعيش مع أمه (ليلى كرم) في لبنان، ويحب جارته الممرضة زينب (رغده)، ويعانى مع أهله من الحرب اللبنانية، التي أتت على كل شيء، وعندما تزوج من حبيبته زينب، سقطت قذيفة على عرسهما، فماتت زينب، فقرر النزوح إلى القاهرة، لدى صديقه القديم صلاح، وأقام معه ومع عم حنفى، ولكن حسن رفض إتباع طريق صلاح في الفن، وكان لحظه السعيد وجود عم حنفى، الذي أعجب بصوته، فإقترح عليه الالتحاق بمعهد الموسيقى، وتوسط له لدى صديقه عبد الغفار (عز الدين إسلام) مدير المعهد، وتعرف حسن على زميلته بالمعهد سهام، وتقاربا بشدة، وزارته سهام في منزله وتعرفت على عم حنفى الذي لم يكن يعرف انها ابنته، كما انها لم تعرف انه أباها، فقد أخبرتها أمها أن والدها الموسيقار الكبير رمضان السعيد قد مات. وغنى حسن في حفل المعهد، لتسمعه الصحفية الفنية ثريا (رغده) وتعجب بصوته، وتكتب عنه في المجلة الفنية، ويكتشف حسن ان ثريا تشبه تماما حبيبته الراحلة زينب، فيتعلق بها ويصارحها بحبه، دون ان يخبرها بالسبب، وتحضر سهام للمنزل لمقابلة حسن، الذي كان غائبا في لقاء مع ثريا، وتجلس سهام مع عم حنفى لتحدثه عن أباها الموسيقار رمضان السعيد، ويكتشف حنفى الحقيقة، ولكنه يفضّل الصمت، وعندما تقيم سهام حفل عيد ميلادها، وتدعو حسن وعم حنفى، يوافق الأخير على الحضور ليشاهد ابنه عادل بعد ان كبر، ولكنه يصطدم بزوجته السابقة صفية، إلى طلبت منه عدم الظهور في حياة أولاده مرة أخرى، بعد ان هجرهم سابقا، وجرى وراء نزواته، وكان أنانيا، فوافق مرغما، وشاهدت سهام صورة زينب في حجرة حسن، فظنت انها صورة ثريا، وإستاءت من ثريا التي خطفت منها حبيبها حسن، وواجهت ثريا بالصورة، فإكتشفت ثريا السر في حب حسن لها، وساءت العلاقة بين سهام وثريا. وأقام صوت العرب أوبريت غنائى عن العرب، وتم ترشيح حسن ليمثل لبنان، فقرر حنفى الخروج من عزلته، وودع الخمر، وقام بتلحين الأوبريت، وقاد الفرقة الموسيقية بشخصيته الحقيقية رمضان السعيد، ليكشف عادل وأخته سهام أن أباهم رمضان السعيد مازال على قيد الحياة. (من يُطفئ النار)

## طاقم العمل
- وليد توفيق (حسن)
- آثار الحكيم (سهام رمضان سعيد)
- فريد شوقي (رمضان السعيد / حنفي)
- رغدة (زينب اللبنانية / ثريا الصحفية المصرية)
- مديحة يسري (صفية)
- أحمد خميس (شاكر)
- نجاح الموجي (صلاح)
- فيفي عبده(الراقصة)
- ليلى كرم (والدة حسن)
- عز الدين إسلام (عبد الغفار - مدير معهد الموسيقى)
- محمود القلعاوي (عبد السميع الشريف)
- حسان اليماني (حسان فضل) (حسان - البارمان)
- تأليف (2)
- محمد سلمان ‒ (قصة)
- فيصل ندا (سيناريو وحوار)
- إخراج (4)
- محمد سلمان  (مخرج)
- إيناس الدغيدي (م. مخرج أول)
- إبراهيم فتحي (سكريبت)
- محمود عبد الشافي (كلاكيت)

تصوير (2)
- إبراهيم صالح ‒ (مدير التصوير)
- سمير بهزان ‒ (مساعد مصور)

إنتاج (2)
- فؤاد الألفي  (المنتج الفني)
- سالم زعزع (إدارة الإنتاج)

موسيقى (10)
- وليد توفيق (اغاني منوعه واغنية لبنان)
- عبد العزيز فخري (مونتاج وإعداد الموسيقى التصويرية
- محمد شمس الدين (تأليف أغنية "آه زينب")
- عبد الرحيم منصور (كلمات أغنية «إنزل يا جميل ع الساحة»)
- محمد سلمان (كلمات وأغاني)
- مختار السيد (توزيع أغاني)
- حلمي بكر (تلحين أغنية «ايه العظمة دي كلها»
- أحمد فؤاد حسن (قيادة الفرقة الموسيقية)
- عبد السلام أمين (كلمات أغنية «ايه العظمة دي كلها»)
- بليغ حمدي (تلحين أغنية: "حبيبي في المدينة")